# La Chapelle du Lou du Lac
La Chapelle du Lou du Lac – gmina we Francji, w regionie Bretania, w departamencie Ille-et-Vilaine. W 2013 roku liczba ludności na terenie obecnej gminy wynosiła 942 mieszkańców. 
Gmina została utworzona 1 stycznia 2016 roku z połączenia dwóch wcześniejszych gmin: La Chapelle-du-Lou oraz Le Lou-du-Lac. Siedzibą gminy została miejscowość La Chapelle-du-Lou.